# Живокость полевая
Жи́вокость полевая — вид однолетних травянистых растений рода Живокость семейства Лютиковые (Ranunculaceae). Часто встречается как Соки́рки полевы́е, или Консо́лида полевая, или Васильки рогатые по устаревшему синонимичному научному названию лат. Consólida regális.

## Ботаническое описание

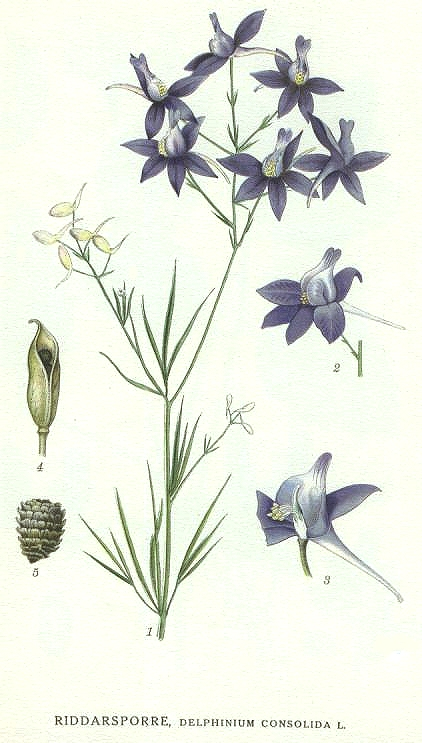

Однолетнее травянистое растение. Вырастает от 25 до 70 см. Стебель прямостоячий, ветвистый, может быть покрыт волосками.
Листья очерёдные, многократно рассечённые на линейные сегменты до 2 мм шириной, верхние сидячие, нижние с черешками.
Цветки в редкой кисти, фиолетовые, иногда розовые или белые, 1,5—2 см в диаметре, со шпорцем такой же длины. Нектарник один, лопастной, фиолетово-голубой. Пестик один. Цветет с июня до конца лета.
Листовка голая.

## Распространение и среда обитания
В России встречается в европейской части (кроме Крайнего Севера), в Западной Сибири, на Кавказе.
Сорняк, растущий в посевах, на залежах, по обочинам дорог.

## Хозяйственное значение и применение
Во всех органах, особенно в семенах, содержатся ядовитые алкалоиды. Известны случаи отравления овец. Случаи отравления ягнят были зарегистрированы в 1965 году в совхозе «Советское руно» Ставропольского края. Отравление живокостью походит на отравление аконитом. Отравляются главным образом крупный рогатый скот, овцы и реже лошади.
Медоносное растение. Посещается пчёлами для сбора пыльцы и нектара. Пчёлы посещают с первой половины июня и до осени. 100 цветков в условиях Волгоградской области выделяют 107 мг пыльцы.
Красивоцветущее декоративное растение, разводится садоводами, существуют различные сорта и формы, отличающиеся расцветкой и размером цветков.
В семенах содержится совокупность тритерпеновых алкалоидов. Порошок, полученный из семян, может служить инсектицидом.
В народной медицине отвар травы применяют при желтухе, болезнях мочеполовых органов, в виде примочек при воспалении глаз.
Настой лепестков с квасцами окрашивает в синий цвет шерсть и шёлк.

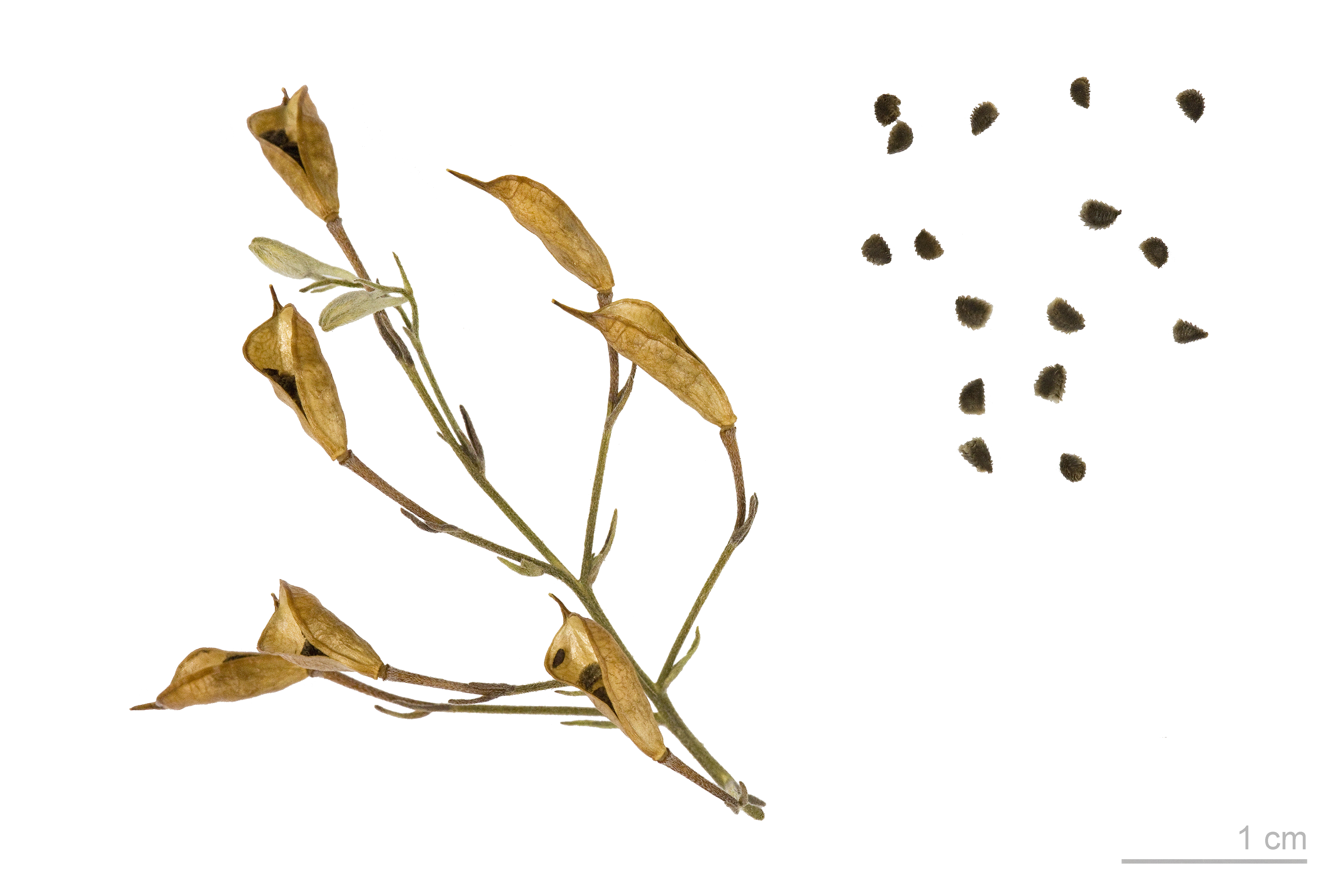
Плоды и семена

## Классификация

### Таксономия
Delphinium consolida L., 1753, Sp. Pl. : 530
Вид Живокость полевая относится к роду Живокость (Delphinium) семействa Лютиковые (Ranunculaceae) порядка Лютикоцветные (Лютикоцветные). Таксономическая схема в соответствии с Системой APG IV по состоянию на июнь 2024 года:
|  |                                      |  |                                   |                                   |                     |  | ещё 6 семейств | ещё 6 семейств |                       |  |                         |  | еще 502 подтвержденных видов и 106 видов, ожидающих подтверждения | еще 502 подтвержденных видов и 106 видов, ожидающих подтверждения |  |
|  |                                      |  |                                   |                                   |                     |  | ещё 6 семейств | ещё 6 семейств |                       |  |                         |  | еще 502 подтвержденных видов и 106 видов, ожидающих подтверждения | еще 502 подтвержденных видов и 106 видов, ожидающих подтверждения |  |
|  |                                      |  |                                   | порядок Лютикоцветные             |                     |  |                |                | род Живокость         |  |                         |  |                                                                   |                                                                   |  |
|  |                                      |  |                                   | порядок Лютикоцветные             |                     |  |                |                | род Живокость         |  | 3 внутривидовых таксона |  |                                                                   |                                                                   |  |
|  | отдел Цветковые, или Покрытосеменные |  |                                   |                                   | семейство Лютиковые |  |                |                | вид Живокость полевая |  |                         |  |                                                                   |                                                                   |  |
|  | отдел Цветковые, или Покрытосеменные |  |                                   |                                   |                     |  |                |                |                       |  |                         |  |                                                                   |                                                                   |  |
|  |                                      |  | ещё 63 порядка цветковых растений | ещё 63 порядка цветковых растений |                     |  |                | ещё 53 рода    | ещё 53 рода           |  |                         |  |                                                                   |                                                                   |  |
|  |                                      |  |                                   | ещё 63 порядка цветковых растений |                     |  |                |                | ещё 53 рода           |  |                         |  |                                                                   |                                                                   |  |

### Внутривидовые таксоны
- Delphinium consolida subsp. consolida
- Delphinium consolida subsp. divaricatum (Ledeb.) A.Nyár.
- Delphinium consolida subsp. paniculatum (Host) N.Busch

### Синонимы
- Ceratostanthus consolida Schur
- Consolida arvensis Opiz
- Consolida arvensis var. mollis (Lipsky ex N.Busch) Grossh.
- Consolida regalis Gray
- Consolida regalis var. glanduligera (Peterm.) Starm.
- Consolida regalis var. mollis (Lipsky ex N.Busch) Luferov
- Consolida regalis var. sparsiflora (Vis.) Starm.
- Consolida segetum Schur
- Delphinium confusum Lowe
- Delphinium consolida f. mollis Lipsky ex N.Busch
- Delphinium consolida var. glanduligerum Peterm.
- Delphinium consolida var. sparsiflorum Vis.
- Delphinium diffusum Stokes
- Delphinium monophyllum Gilib.
- Delphinium segetum Lam.
- Delphinium versicolor Salisb.